# Frankfurter Allgemeine Zeitung
El Frankfurter Allgemeine Zeitung o FAZ és un dels grans diaris alemanys. És el diari més antic d'Alemanya que encara està en circulació. És un dels darrers diaris alemanys que es publica encara en l'antic format broadsheet (full ample). És el successor del Frankfurter Zeitung (1856) que els nazis van suspendre el 1943.
En deu anys, del primer trimestre de 2009 a 2019 el tiratge va baixar de 374.031 a 230.311 exemplars venuts.